# Gheorghe Pârlea
Gheorghe Pârlea (n. 6 mai 1944, Vărăncău, România – d. 4 februarie 2017, Chișinău, Republica Moldova) a fost un actor și umorist din Republica Moldova. O perioadă lungă de timp a format un cuplu umoristic cu Gheorghe Urschi.

## Biografie
Gheorghe Pârlea s-a născut pe 6 mai 1944, în satul Vărăncău (raionul Soroca), de pe malul Nistrului, în familia lui Sofronie și a Eufrosinei Pârlea. Tatăl său era brigadier silvic, iar mama sa croitoreasă. După primii șapte ani de școală în satul natal, își continuă studiile la Școala medie nr.1 din orașul Soroca și apoi la Școala de muzică din același oraș, unde studiază pianul. Urmează un an de studii la Școala de culturalizare din Soroca, unde învață  arta dramatică în clasa profesoarei Sofia Vorobiova, actriță din Sankt Petersburg, profesoară de canto fiindu-i Maria Bieșu, iar de vorbire scenică - Vera Mereuță.
Participă la o selecție organizată de către Teatrul „Luceafărul" din Chișinău, proaspăt înființat și este ales să facă parte din trupa noului teatru, de către comisia formată din actorii Dumitru Caraciobanu, Ion Ungureanu și alții. Debutează în spectacolul „Două culori". Joacă alături de maeștrii Dumitru Caraciobanu, Ecaterina Malcoci, Valentina Izbeșciuc ș.a., în spectacolele montate de Ion Ungureanu, Ion Sandri Șcurea și Ilie Todorov.
După trei ani de actorie, se înscrie în anul 1964 la Institutul Teatral „Anatoli Lunacearski” din Moscova. În anul 1967, revine la Chișinău și este distribuit în spectacolul În căutarea surâsului. A interpretat roluri de comedie și dramatice dintre care menționăm Andrei din spectacolul Trei surori de Anton Cehov, Răducanu în Nota zero la purtare de O. Stoenescu și V. Sava ș.a. A îndeplinit funcțiile de șef de trupă și director-adjunct, iar în 1989 a devenit primul director al Teatrului „Luceafărul" din Chișinău, ales în mod democratic de către întregul colectiv. A îndeplinit această ultimă funcție timp de 5 ani și jumătate. În această calitate, el a organizat primul turneu în România (Iași, Bacău și Botoșani). Gheorghe Pârlea a lucrat la acest teatru până la pensionarea sa.
După pensionare, Gheorghe Pârlea a format un cuplu umoristic cu actorul Gheorghe Urschi, jucând în mai multe spectacole împreună cu acesta. La sfârșitul vieții a suferit de diabet zaharat. Din această cauză în 2015 a suferit o intervenție chirurgicală în urma căreia i-a fost amputat un picior.
Gheorghe Pârlea a fost căsătorit cu Anastasia a avut o fiică și un fiu.

## Filmografie
- Cine arvonește, acela plătește (1989)
- Văleu, văleu, nu turna! (1991)